# 245 Vera
245 Vera este un asteroid din centura principală, descoperit pe 6 februarie 1885, de Norman Pogson.